# B Nazionale 1974-1975
La B Nazionale 1974-1975 è stata la 15ª edizione della seconda divisione greca di pallacanestro maschile.

## Classifica finale

### Gruppo Sud

#### Girone A
| # | Teams                        | P  | V  | P | Pt | Qualificate |
| - | ---------------------------- | -- | -- | - | -- | ----------- |
| 1 | Iōnikos Nikaias              | 10 | 10 | 0 | 20 | Play-off    |
| 2 | Ethnikos Pireo               | 10 | 7  | 3 | 17 | Play-off    |
| 3 | A.O. Egaleo                  | 10 | 4  | 6 | 14 |             |
| 4 | Near East                    | 10 | 4  | 6 | 14 |             |
| 5 | Ionikos Neas Filadelfeias BC | 10 | 3  | 7 | 13 |             |
| 6 | Amyntas                      | 10 | 2  | 8 | 12 | Retrocesso  |

#### Girone B
| # | Teams            | P | V | P | Pt | Qualificate |
| - | ---------------- | - | - | - | -- | ----------- |
| 1 | Apollon Patrasso | 6 | 6 | 0 | 12 | Play-off    |
| 2 | O.A.A. Iraklio   | 6 | 2 | 4 | 8  | Play-off    |
| 3 | A.O. Agrinio     | 6 | 2 | 4 | 8  |             |
| 4 | Kerkyraïkos G.S. | 6 | 2 | 4 | 8  | Retrocesso  |

### Gruppo Nord

#### Girone A
| # | Teams                  | P | V | P | Pt | Qualificate |
| - | ---------------------- | - | - | - | -- | ----------- |
| 1 | Īraklīs Salonicco      | 8 | 8 | 0 | 16 | Play-off    |
| 2 | Esperos Vyzantiou      | 8 | 6 | 2 | 14 | Play-off    |
| 3 | Apollōn Kalamaria      | 8 | 3 | 5 | 11 |             |
| 4 | Aetos Thessalonikīs    | 8 | 3 | 5 | 11 |             |
| 5 | Galaxias Thessalonikīs | 8 | 0 | 8 | 7  | Retrocesso  |

#### Girone B
| # | Teams           | P | V | P | Pt | Qualificate |
| - | --------------- | - | - | - | -- | ----------- |
| 1 | Nikī Volo       | 8 | 8 | 0 | 16 | Play-off    |
| 2 | E.A. Larissa    | 8 | 5 | 3 | 13 | Play-off    |
| 3 | Olympiakos Volo | 8 | 3 | 5 | 11 |             |
| 4 | G.S. Volo       | 8 | 2 | 6 | 10 |             |
| 5 | Panserraïkos    | 8 | 2 | 6 | 10 | Retrocesso  |

## Girone finale

### Gruppo Sud
| # | Teams            | P | V | P | Pt | Qualificate |
| - | ---------------- | - | - | - | -- | ----------- |
| 1 | Iōnikos Nikaias  | 6 | 5 | 1 | 11 | Promozione  |
| 2 | Apollon Patrasso | 6 | 5 | 1 | 11 |             |
| 3 | Ethnikos Pireo   | 6 | 2 | 4 | 8  |             |
| 4 | O.A.A. Iraklio   | 6 | 0 | 6 | 6  |             |

### Gruppo Nord
| # | Teams             | P | V | P | Pt | Qualificate |
| - | ----------------- | - | - | - | -- | ----------- |
| 1 | Īraklīs Salonicco | 6 | 5 | 1 | 11 | Promozione  |
| 2 | Esperos Vyzantiou | 6 | 4 | 2 | 10 |             |
| 3 | Nikī Volo         | 6 | 3 | 3 | 9  |             |
| 4 | E.A. Larissa      | 6 | 0 | 6 | 5  |             |